# Titania (Shakespeare)

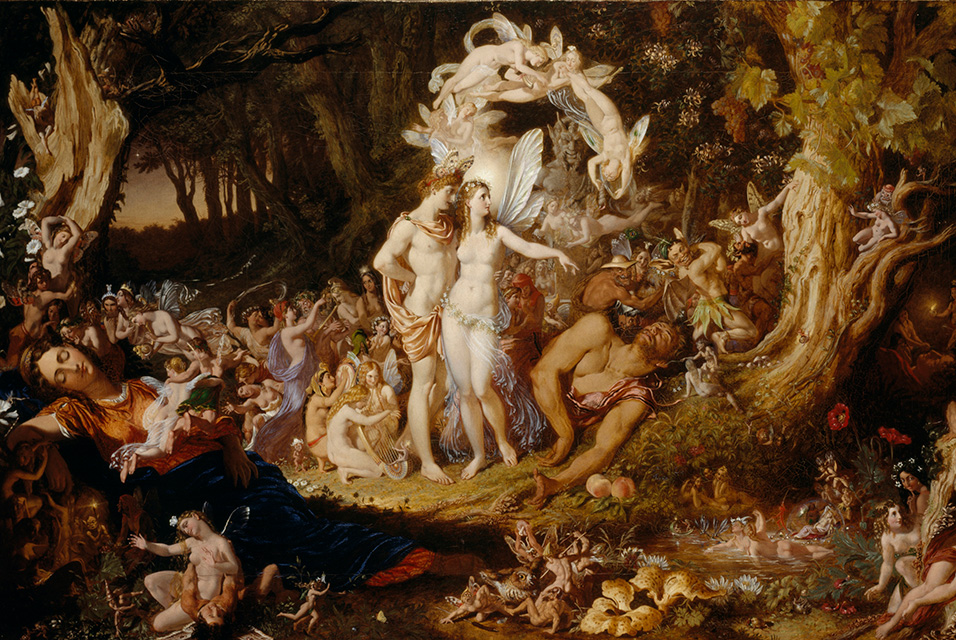
Titania (midden) in een schilderij van Joseph Noel Paton

Titania is een personage in het toneelstuk A Midsummer Night's Dream van William Shakespeare. Ze is de vrouw van Oberon.
Shakespeare ontleende de naam Titania aan Ovidius' Metamorphosen, waar het de naam is van een van de dochters van de Titanen. Titania weigert haar Indiase wisselkind aan Oberon te geven, omdat de moeder van het kind een van Titania's aanbidders was. De daaropvolgende ruzie van Titania met haar echtgenoot leidt tot vele verwikkelingen en verwarring bij de andere personages in het stuk. Mede door een spreuk uitgesproken door Oberons handlanger Puck wordt Titania plotsklaps verliefd op de arme wever Bottom, die van Puck het hoofd van een ezel heeft gekregen omdat dit volgens hem beter bij zijn persoonlijkheid past.  
Titania is voor veel schilders, dichters en toneelspelers een inspiratie geweest, zelfs stripboeken van de hand van Neil Gaiman hebben een verhaal aan haar gewijd. De vleermuis Kerivoula titania en de maan van Uranus Titania zijn naar haar genoemd.